# Yevgueni Vaitsejovski
Yevgueni Vladímirovich Vaitsejovski (en ruso: Евгений Владимирович Вайцеховский; Kírovo-Chepesk, URSS, 12 de mayo de 1986) es un deportista ruso que compitió en escalada, especialista en la prueba de velocidad.
Ganó una medalla de oro en el Campeonato Mundial de Escalada de 2005 y dos medallas de oro en el Campeonato Europeo de Escalada, en los años 2006 y 2008. Además, consiguió dos medallas en los Juegos Mundiales, en los años 2005 y 2009.

## Palmarés internacional
| Campeonato Mundial | Campeonato Mundial    | Campeonato Mundial | Campeonato Mundial |
| Año                | Lugar                 | Medalla            | Prueba             |
| ------------------ | --------------------- | ------------------ | ------------------ |
| 2005               | Múnich (Alemania)     | Medalla de oro     | Velocidad          |
| Campeonato Europeo |                       |                    |                    |
| Año                | Lugar                 | Medalla            | Prueba             |
| 2006               | Ekaterimburgo (Rusia) | Medalla de oro     | Velocidad          |
| 2008               | París (Francia)       | Medalla de oro     | Velocidad          |